# Sindromul Klinefelter
Sindromul Klinefelter reprezintă o afecțiune genetică ce afectează sexul masculin. În această condiție, bărbații prezintă un surplus de unul sau mai mulți cromozomi X în comparație cu structura normală.
Formula genetică obișnuită pentru sexul masculin constă într-un cromozom X și unul Y. În majoritatea cazurilor de sindrom Klinefelter, există un cromozom X suplimentar.
În situații rare, unii bărbați pot avea trei sau patru cromozomi X, sau chiar mai mulți cromozomi Y. Mulți dintre acești bărbați cu un surplus de cromozom X nu sunt conștienți de aceasta și trăiesc o viață normală.
Persoanele afectate de sindromul Klinefelter sunt adesea descrise ca fiind bărbați XXY. Această afecțiune poate apărea la o frecvență estimată între 1 la 500 și 1 la 1000 de bărbați.
Cauze
Prezența unui cromozom X suplimentar este de obicei rezultatul unei erori care poate surveni în procesul de diviziune celulară, ce are loc după fecundarea ovulului de către spermatozoid.
Simptome
Nu există manifestări evidente ale acestei afecțiuni până la pubertate. În această perioadă, băieții cu sindromul Klinefelter nu înregistrează o creștere normală a nivelului de testosteron, fenomen ce are loc în mod obișnuit în această etapă a vieții.
Datorită scăderii nivelului de testosteron, băieții cu sindromul Klinefelter pot prezenta:
- o pilozitate coxala, facială și generală redusă
- dezvoltarea musculară slabă
- ginecomastie (creșterea în volum a glandelor mamare la bărbați)
- înălțimea poate fi mai mare decât cea a altor bărbați din familie - pot avea membre inferioare mai lungi, umeri înguști și bazin lat.

Băieții cu sindromul Klinefelter au testicule mai mici decât normalul și, în general, pot fi infertili, fiind necesare tehnici speciale de fertilizare pentru a concepe.
Afectarea mentală, emoțională și comportamentală
Persoanele afectate de acest sindrom par să prezinte capacități reduse în următoarele domenii:
- dificultăți în dezvoltarea limbajului, manifestate prin un vocabular limitat și întârzieri în înțelegerea și folosirea limbajului;
- încetinirea procesului de gândire, dificultăți în rezolvarea problemelor sau elaborarea unui plan;
- probleme în controlul impulsurilor;
- timp mai îndelungat pentru a reacționa;
- dificultăți în abordarea simultană a mai multor sarcini.

Aceștia pot manifesta și o serie de probleme emoționale, incluzând comportament rușinos și imatur, anxietate și agresivitate. De asemenea, pot întâmpina dificultăți în integrarea socială, ceea ce poate duce la probleme școlare sau la evenimente sociale. Există un risc crescut pentru dezvoltarea unor afecțiuni psihiatrice precum anxietatea, depresia, abuzul de alcool sau droguri.